# لينك راي
لينك راي (بالإنجليزية: Link Wray)‏ هو مغني وعازف قيثارة وملحن وموسيقي أمريكي، ولد في 2 مايو 1929 في دون في الولايات المتحدة، وتوفي في 5 نوفمبر 2005 في كوبنهاغن في الدنمارك.

## وصلات خارجية
- الموقع الرسمي
- لينك راي على موقع IMDb (الإنجليزية)
- لينك راي على موقع الموسوعة البريطانية (الإنجليزية)
- لينك راي على موقع ميوزك برينز (الإنجليزية)
- لينك راي على موقع إن إن دي بي (الإنجليزية)
- لينك راي على موقع ديسكوغز (الإنجليزية)
- لينك راي على موقع قاعدة بيانات الفيلم (الإنجليزية)